# 黎雄才
黎雄才（1910年5月15日—2001年12月19日），广东肇庆人，中国画家，与赵少昂、关山月、杨善深并称为岭南画派第二代四大著名画家。黎雄才早年师从高剑父，后到日本学画，曾任广州美术学院顾问、教授。与岭南画派其余画家一样，黎雄才致力于中国画的创新与改革，将传统国画的技法与日本画、西洋画技法融合，但其风格又有不同。黎雄才擅长巨幅山水，画作气势雄浑，自成一格，其画松亦为一绝，被称为“黎家山水”“黎家松”。其代表作品有《潇湘夜雨图》、《寒夜啼猿》、《一览众山小》、《森林》、《武汉防汛图卷》、《万古之春》等等。

## 生平
黎雄才1910年生于广东省肇庆市，祖籍高要市白土镇坑尾村。父亲黎廷俊为裱画师，擅长绘画。受父亲的影响，黎雄才自小便喜欢绘画。14岁时，黎雄才入读肇庆中学，并曾拜高剑父的同窗陈鉴为师。
16岁时，黎雄才得见高剑父，并拜后者为师。17岁时黎雄才进入高剑父主办的春睡画院，后又被高剑父推荐到烈风美术学校学习素描。1932年，高剑父出资助黎雄才到日本留学，在东京美术学校学习日本画。同年，黎雄才创作了《潇湘夜雨图》，并获比利时国际博览会金奖。
1935年，黎雄才学成归国，在广州市立专科美术学校任教。四年后，转到肇庆第七中学，又四年后受聘于重庆国立艺术专科学校，职务是副教授。在四十年代，黎雄才四处游历，一面旅行，一面写生。他游历的路线从南到北，从东到西。先经韶关、桂林进入四川，再由甘肃的河西走廊，经敦煌到达新疆、内蒙古等地，并临摹了敦煌壁画。西北之行对黎雄才的画风有巨大影响，从早年的以山林秋色、烟云雨景为题材，风格幽雅，变为气势磅礴，苍莽沉浑。
1948年，黎雄才担任广州市立艺术专科学校教授。中华人民共和国成立后，1950年至1952年任华南文艺学院教授，1952年至1959年任武汉中南美术专科学校教授，其间创作了长卷《武汉防汛图》，被中国美术馆收藏。
1953年，创作《森林》、《三峡》，其中《三峡》在印尼万隆展览展出，引起轰动。
文革期间，黎雄才被迫搁笔，下放劳动。文革结束后，1978年任广州美术学院教授、副院长、中国美术家协会广东分会主席。
1979年在广州举办个人画展。1982年在香港、1983年在新加坡举办个人画展，并到泰国、美国、加拿大、澳大利亚、新加坡、日本等国访问。
1987年获广东省颁发“鲁迅文艺特别奖”。同年在广州、北京与关山月、赵少昂、杨善深举行合作画展。
2001年获中国文联、中国美术家协会颁发“金彩奖之成就奖”。同年12月19日上午因多脏器功能衰竭在广州去世，终年91岁。

## 艺术特色

青绿山水：《春色烂漫图》

黎雄才的松：《深谷鸟声春》(1991)

黎雄才自小打下扎实国画绘画基础。早年师从高剑父、司徒奇等岭南派画家，继承了“折衷中外，融合古今”的岭南画派思想。留学日本后，受当时流行日本画坛的“朦胧体”之影响，作品以山林雨景为主，柔和空灵，追求幽静隐逸的意境。此时期的代表作品为《潇湘夜雨图》。
黎雄才山水画的变革期在四十年代。四十年代的川渝、西北写生之行，使他的风格变得雄浑开阔。他开始转用强有力的笔法，以多变的笔墨增加作品的张力。五十年代，他的个人风格趋于成熟，《武汉防汛图》为这个时期的代表作。黎雄才山水画的特征是以单纯的墨色制造多层面的山水绘画效果　尤以焦墨渴笔写生独胜，风格老辣雄劲。又善于以干擦法处理石青石绿的重色，并配合上飞白相间的互通互动画面效果，这种青绿山水是对传统水墨的一种创新和突破，也是“黎家山水”特征之一。
黎雄才的山水画中的松、石、水别有特色，画松更为一绝，以焦墨绘针叶，给人刚劲繁茂之感，故曾得到“黎松才”之雅号。

## 評價
2017年6月，廣東美術百年大展學術委員會公佈了特別評選出的廣東百年美術史上的21位廣東美術大家，其中包括李鐵夫、何香凝、高剑父、高奇峰、陳樹人、林風眠、林風眠、黎雄才、趙少昂、關山月、羅工柳等。